# 寒風山道路
寒風山道路（かんぷうざんどうろ）は、高知県高知市から愛媛県西条市に至る国道194号の県境に計画された延長6. 4kmの道路である。

## 概要
寒風山道路の区間は、高知県いの町(当時の土佐郡本川村)桑瀬から愛媛県西条市藤之石までである。この道路は急峻な地形で大型車の通行が困難なうえ、冬季には、積雪や路面凍結により通行がほとんど不可能であったことより、冬季期間の交通確保および国道32・33号の代替路線の役目を目的として建設された。
- 1978年 - 事業化。
- 1980年 - 用地着手。
- 1981年 - 工事着手。
- 1999年4月17日 - 供用開始。工事は、昭和57年10月に大規模な地すべりが発生し、ルート変更を余儀なくされ、昭和61年度に再開、四国最長となる延長5432mの寒風山トンネルを含む6400mが開通したのは計画から27年を要している。

## 路線データ
- 路線区間
  - 起点：高知県土佐郡本川村桑瀬
  - 終点：愛媛県西条市藤之石
- 構造規格：第3種、第3級
- 設計速度：60km/h
- 延長：6.4km
- 幅員
  - 一般部：10m
  - トンネル部：9m
- 路線車線：片側2車線